# Faulas
Faulas (en francès Folles) és un municipi francès situat al departament de l'Alta Viena i a la regió de la Nova Aquitània.

## Demografia
| 1457                                       | 1606 | 1665 | 1651 | 1726 | 1678 | 1683 | 1659 | 1586 | 1483 | 1280 |
| 1926                                       | 1931 | 1936 | 1946 | 1954 | 1962 | 1968 | 1975 | 1982 | 1990 | 1999 |
| 1206                                       | 1224 | 1238 | 1041 | 969  | 957  | 864  | 750  | 685  | 593  | 508  |
| 2006                                       | 2007 | 2008 |      |      |      |      |      |      |      |      |
| 531                                        | 534  | 538  |      |      |      |      |      |      |      |      |
| Des de 1962: població sense dobles comptes |      |      |      |      |      |      |      |      |      |      |

## Administració
| Període   | Identitat      | Partit |
| --------- | -------------- | ------ |
| 1953-1971 | Désiré Guérin  |        |
| 1971-1977 | Ginette Cassat | PS     |
| 1977-1983 | Roger Tourtaud | PS     |
| 1983-     | Daniel Auclerc |        |